# سامونتي
سامونتي (بالإيطالية: Summonte)‏ هي مدينة وكومونا في مقاطعة أفيلينو بمنطقة كمبانية، جنوب إيطاليا.